# Steven Nicanor Prieto Morales
Steven Nicanor Prieto Morales (Oviedo, 30 de julio de 1997), conocido futbolísticamente como Steven, es un futbolista español. Juega en la posición de delantero y su actual equipo es el Orihuela Club de Fútbol de la Tercera Federación.

## Trayectoria

### Categorías inferiores
En categoría infantil sus primeros pasos como futbolista los realizó en dos clubs ovetenses: el Centro Asturiano de Oviedo y el Astur CF. Con el club de La Argañosa logró el campeonato regional de infantiles. De aquí pasó al Sporting de Gijón. En el año 2013 pese a tener sólo 15 años, en edad cadete, pasó a jugar con el equipo juvenil de liga nacional. Con el club rojiblanco alcanza la internacionalidad al jugar varios partidos con la sub-17 de España. En septiembre de ese año ficha por el FC Barcelona para jugar con el juvenil B de la cantera blaugrana. Con los culés solo permanece una temporada jugando 18 partidos y marcando 3 goles. En la temporada siguiente, la 2014-15 ficha por otro club de la ciudad condal, el RCD Espanyol. Con los periquitos juega 22 partidos consiguiendo 7 dianas. En la temporada 2015-16 regresa a Asturias firmando por el Real Oviedo para jugar en su equipo juvenil de División de Honor, con los que realiza una buena temporada consiguiendo la segunda posición.

### Categoría senior
Tras su paso por el juvenil del Real Oviedo en la temporada 2016-17 pasa a formar parte de su equipo filial de la Tercera División, el Vetusta con el que ya había debutado la temporada anterior el 24 de abril de 2016 en el partido que le enfrentó al Club Deportivo Covadonga en el Estadio Juan Antonio Álvarez Rabanal de Oviedo. A pesar de estar durante dos meses lesionado, consigue la cifra de 14 goles. En la pretemporada del Real Oviedo de la temporada 2017-18, el entrenador Juan Antonio Anquela le convoca para entrenarse con el primer equipo con el que debuta en competición oficial en el partido de copa que disputó contra el Numancia el 6 de septiembre de 2017 y su debut liguero dos meses más tarde contra el Real Valladolid en su Estadio José Zorrilla el 18 de noviembre de 2017 disputando los últimos 7 minutos entrando en sustitución de Forlín. En junio de 2019 promociona con otros seis compañeros del Vetusta a la plantilla profesional del primer equipo.
El 31 de enero de 2020, el delantero es cedido al Club Deportivo Badajoz del Grupo IV la Segunda División B de España hasta el final de la temporada.

## Estadísticas
Actualizado a 3 de enero de 2023
| Real Oviedo Vetusta · España       | 3.ª        | 2015/16    | 2   | 0  | 0 | 0 | 0 | 0 | 2   | 0  |
| Real Oviedo Vetusta · España       | 3.ª        | 2016/17    | 29  | 14 | 0 | 0 | 0 | 0 | 29  | 14 |
| Real Oviedo Vetusta · España       | 3.ª        | 2017/18    | 32  | 20 | 0 | 0 | 0 | 0 | 32  | 20 |
| Real Oviedo Vetusta · España       | 2ªB        | 2018/19    | 27  | 3  | 0 | 0 | 0 | 0 | 27  | 3  |
| Real Oviedo Vetusta · España       | 2ªB        | 2019/20    | 16  | 0  | 0 | 0 | 0 | 0 | 16  | 0  |
| Real Oviedo Vetusta · España       | 2ªB        | 2020/21    | 22  | 0  | 0 | 0 | 0 | 0 | 22  | 0  |
| Real Oviedo Vetusta · España       | Total club | Total club | 128 | 37 | 0 | 0 | 0 | 0 | 128 | 37 |
| Real Oviedo · España               | 2.ª        | 2017/18    | 2   | 1  | 1 | 0 | 0 | 0 | 3   | 1  |
| Real Oviedo · España               | 2.ª        | 2018/19    | 8   | 0  | 0 | 0 | 0 | 0 | 8   | 0  |
| Real Oviedo · España               | Total club | Total club | 10  | 1  | 1 | 0 | 0 | 0 | 11  | 1  |
| CD Badajoz · España                | 2ªB        | 2019/20    | 0   | 0  | 0 | 0 | 0 | 0 | 0   | 0  |
| CD Badajoz · España                | Total club | Total club | 0   | 0  | 0 | 0 | 0 | 0 | 0   | 0  |
| Marino de Luanco · España          | 2ªRFEF     | 2021/22    | 28  | 9  | 0 | 0 | 0 | 0 | 28  | 9  |
| Marino de Luanco · España          | Total club | Total club | 28  | 9  | 0 | 0 | 0 | 0 | 28  | 9  |
| Orihuela C.F. · España             | 3ªRFEF     | 2022/23    | 14  | 2  | 0 | 0 | 0 | 0 | 14  | 2  |
| Orihuela C.F. · España             | Total club | Total club | 14  | 2  | 0 | 0 | 0 | 0 | 14  | 2  |
| Total                              | Total      | Total      | 180 | 49 | 1 | 0 | 0 | 0 | 181 | 49 |
| (1) Incluye datos de Copa del Rey. |            |            |     |    |   |   |   |   |     |    |